# Video Game High School
Video Game High School (w skrócie VGHS) – serial internetowy wyprodukowany przez Rocket Jump Studios. Autorami scenariusza są: Matthew Arnold, Will Campos i Brian Firenzi, za reżyserię odpowiedzialni byli: Matthew Arnold, Brandon Laatsch i Freddie Wong. Głównymi bohaterami serii są: BrianD (Josh Blaylock), Jenny Matrix (Johanna Braddy), Ted Wong (Jimmy Wong), Ki Swan (Ellary Porterfield) oraz The Law (Brian Firenzi, później Nathan Kress).

## Fabuła
Niedaleka przyszłość, gry komputerowe stają się bardzo popularnym gatunkiem sportu. Video Game High School jest elitarnym liceum, które kształci przyszłych mistrzów tej dziedziny. Pewnego dnia Brian Doheny, znany w sieci pod pseudonimem BrianD, pokonuje podczas rozgrywki sieciowej szkolnego mistrza gier FPS – The Law. Zdarzenie to powoduje, że dostaje zaproszenie do elitarnej placówki.
Twórcy serialu opisują go jako film o najlepszych przyjaciołach, pierwszych miłościach i trafieniu idealnego „headshota”.

## Emisja
Serial jest dostępny YouTube na oficjalnym profilu twórcy serialu – Freddiego Wonga (dawniej freddiew), na oficjalnej stronie wytwórni Rocket Jump oraz w polskiej wersji serwisu Netflix. Oglądanie serialu jest bezpłatne. Istnieją także fizyczne kopie na DVD/Blu-Ray, które można nabyć na oficjalnej stronie produkcji.

## Produkcja
Fundusze na produkcje dwóch pierwszych sezonów serii były zbierane na zasadzie crowdfundingu za pośrednictwem strony Kickstarter. Fundusze na trzeci i zarazem ostatni sezon zbierano za pośrednictwem strony Indiegogo ze względu na to, że umożliwia płatności za pomocą PayPal. Premiera trzeciej serii odbyła się 13 października 2014 roku.

## Ciekawostki
- Josh Blaylock i Johanna Braddy, odtwórcy głównych ról w serialu, poznawszy się na planie tej produkcji, wstąpili w związek małżeński 11 listopada 2012 (w przerwie między pierwszym a drugim sezonem). Rozwiedli się w 2014 roku – w tym samym roku wyemitowano ostatni odcinek trzeciego sezonu.
- W ostatnim odcinku toczy się finałowa bitwa między tytułową szkołą a Napalm Energy Drink High School. Walczą ze sobą dwie drużyny – każda z nich licząca po 32 graczy. Uważni fani zauważyli jednak, że z rachuby liczby ludzi obecnych na polu walki i zabójstw wynikałoby, że drużyna Napalm miała 54 członków[8].
- Jimmy Wong w serialu wcielił się w rolę syna Freddiego Wonga. W rzeczywistości obaj są rodzeństwem.